# Y-320
Y-320 je oralno aktivni imunomodulator, i inhibits IL-17 produkciju u CD4 T ćelijama stimulisanim sa IL-15 sa IC50 vrednošću od 20 do 60 nM.

## Biološka aktivnost

### In vitro
Y-320 isto tako inhibira produkciju IFN-γ i TNF-α u CD4 T ćelijama miša stimulisanim sa IL-15, CXCL12, i anti-CD3 mAb.

### In vivo
Y-320 (0.3-3 mg/kg p.o.) ublažava posledice kolagenom indukovanog artritisa (CIA) kod miševa putem redukcije IL-17 mRNA u artritičkim zglobovima, a isto tako pokazuje terapeutsko dejstvo na CIA kod cinomolgsnih majmuna. Za Y-320 je pokazano da sinergistički deluje u kombinaciji sa anti-TNF-α mAb na hroničnu progresiju CIA kod miševa.